# Burg Castelsardo
Die Burg Castelsardo (it. Castello di Castelsardo, tw. auch als Castello Bellavista (dt. Burg Schöne Aussicht) bezeichnet) liegt als eine in großen Teilen erhaltene Höhenburg auf einem Felsblock direkt im Norden Sardiniens am Golfo dell’Asinara in der Metropolitanstadt Sassari. Nordöstlich zur Küstenlinie liegt direkt an die Burg anschließend der eigentliche Ort Castelsardo. Beide waren im Mittelalter mit einer gemeinsamen Festungsmauer geschützt. Der erweiterte Ort der Neuzeit befindet sich südlich vor dem Burgberg.

## Geschichte
Der Ort und möglicherweise eine erste Befestigung wurden 1102, die Burg als solche erst im 13. Jahrhundert (wohl um 1270) von der genuesischen Adelsfamilie Doria als „Castel Genovese“ oder „Castrum Januae“ gegründet mit großer strategischer Bedeutung. Bis ins 15. Jahrhundert waren Ort und Burg Sitz der Doria und dienten zur Beherrschung der Besitzungen in Nordsardinien. Über Castelsardo kam es zum Zustrom ligurischer und korsischer Bevölkerungsgruppen. 
Die Doria bauten Ort und Burg als Stadtrepublik nach ligurischem Vorbild mit eigenem Gesetzeskodex, dem Statuti di Galeotto Doria und dem Wahlspruch Pax et Bonum Rempublicam conservant auf.
Die Doria verbanden sich später mit dem Judikat Arborea, dem zuletzt mächtigsten der Sardischen Judikate durch Heirat des Brancaleone Doria mit der sardischen Volksheldin Elianora de Arbarèe, wohl nicht zuletzt, um im Ränkespiel zwischen Papst und Kaiser bestehen zu können, nachdem der Papst schon 1295 das Haus Aragon unter Jakob II. mit Sardinien belehnte. 
1448 von den Spaniern des Hauses Aragon als letztes sardisches Gebiet erobert, hieß die Burg dann „Castel Aragonese“, der Ort wurde Königsstadt („Città regia della Sardegna“) bis 1479 (danach Oristano). Castelsardo (Burg und Ort wurden nicht unterschieden) blieb bis 1586, bis zum Bau der Kathedrale Sant’Antonio Abate, Bischofssitz.
Ab 1767 und mit der Herrschaft des Hauses Savoyen erhielten Burg und Ort den heutigen Namen Castelsardo. Über Jahrhunderte war die Burg danach von Militär besetzt; bis vor einigen Jahrzehnten diente sie noch als Kaserne der Carabinieri.

## Beschreibung
Die Burg ist von einem noch vollständigen Mauerring umgeben, der vor allem nach Süden markant auf dem Felsen des Berges sichtbar wird. Die Burganlage ist verwinkelt und überzieht langgezogen den gesamten Burgbergrücken in Ost-West-Richtung auf einer Breite von etwa 100 Metern. In Nord-Süd-Richtung sind es nur etwa 25 Meter. Die inneren Bauten mit unterschiedlichen Ebenen und Geschosshöhen, von denen heute noch sieben separate Häuser erhalten sind, sind durch eine schmale Gasse verbunden. Die westliche Seite läuft spitz zum Meer hin gerichtet aus. Der Zugang befindet sich von Osten nördlich vorgelagert über einer steilen Rampe bis zum Torhaus etwa in der nördlichen Mitte, dessen Eingang in einen kleinen Innenhof mündend durch Bauten von drei Seiten flankiert und kontrolliert werden konnte. 
Nördlich in voller Breite der Burg und ebenfalls nordwestlich spitz auskragend und mit einem kleinen runden Turm und einer Plattform zusätzlich gesichert, haben sich die Reste einer Art Vorburg (oder Zwinger) erhalten.
Eine Regenwasserzisterne mit überdachtem kleinen Brunnenhaus im östlichen Burgbereich weist auf die Schwierigkeiten der Wasserversorgung hin.

## Heutige Nutzung
In den wesentlichen, sanierten Räumen der Burg befindet sich heute ein Museum der mediterranen Flechtkunst (Museo dell'Intreccio Mediterraneo), wie sie für den Ort über Jahrhunderte charakteristisch war. In der gesamten Burg sind nachgebaute Zeugnisse mittelalterlicher Wehr- und Kampftechnik ausgestellt. Auch das Bürgermeisterbüro des Ortes befindet sich in der Burg.

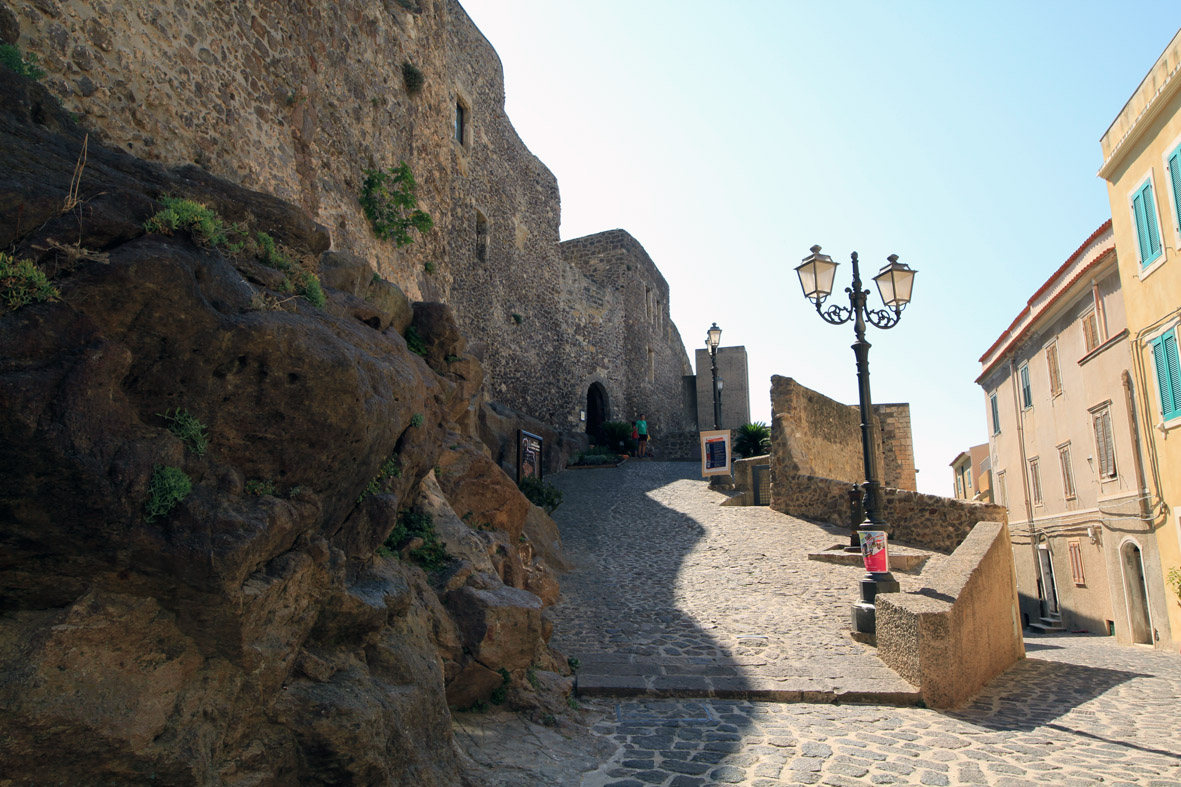
Der Aufgang zur Burg, rechts das mittelalterliche Castelsardo (Burgort)
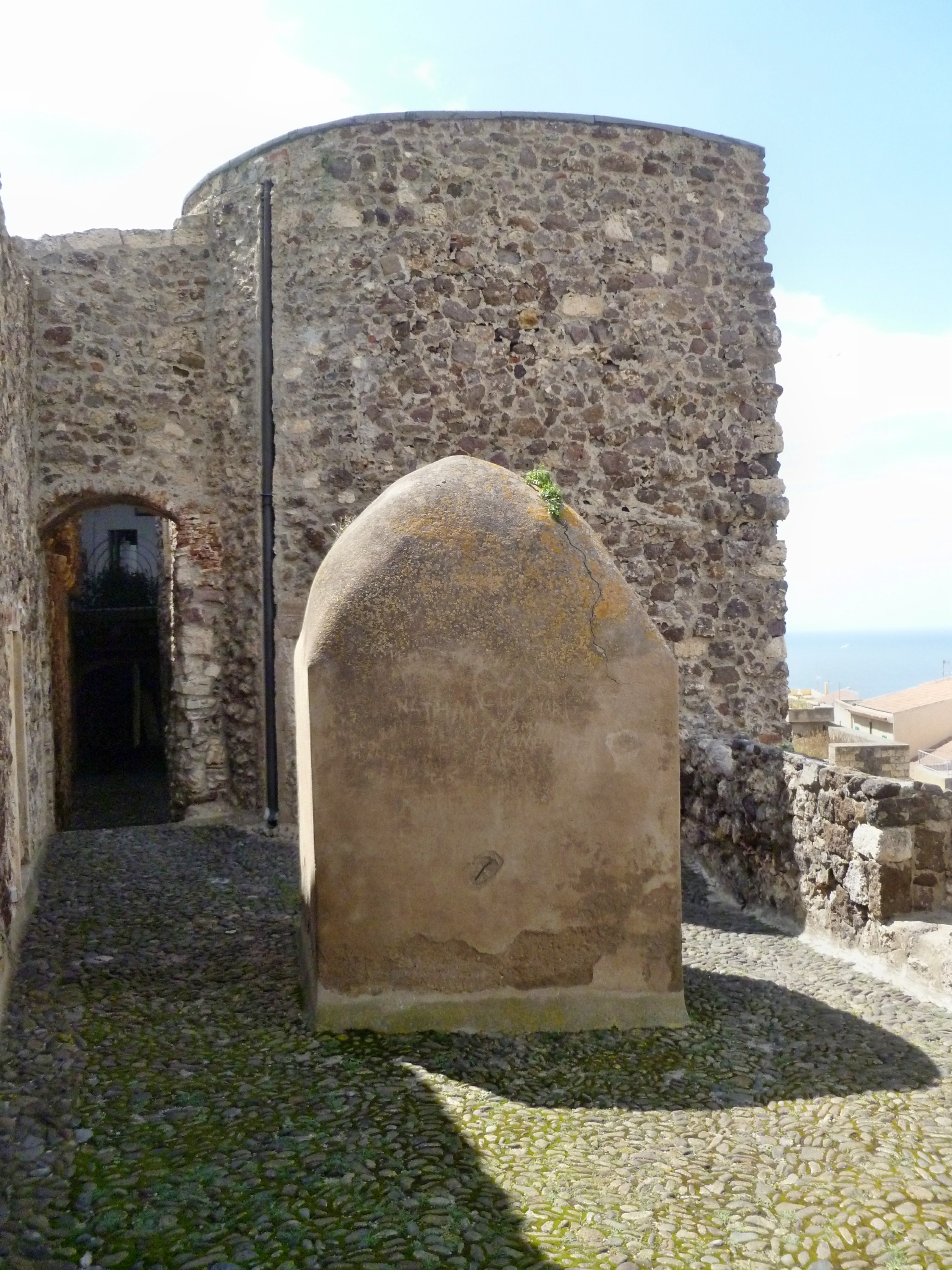
Brunnenhaus über einer der Zisternen
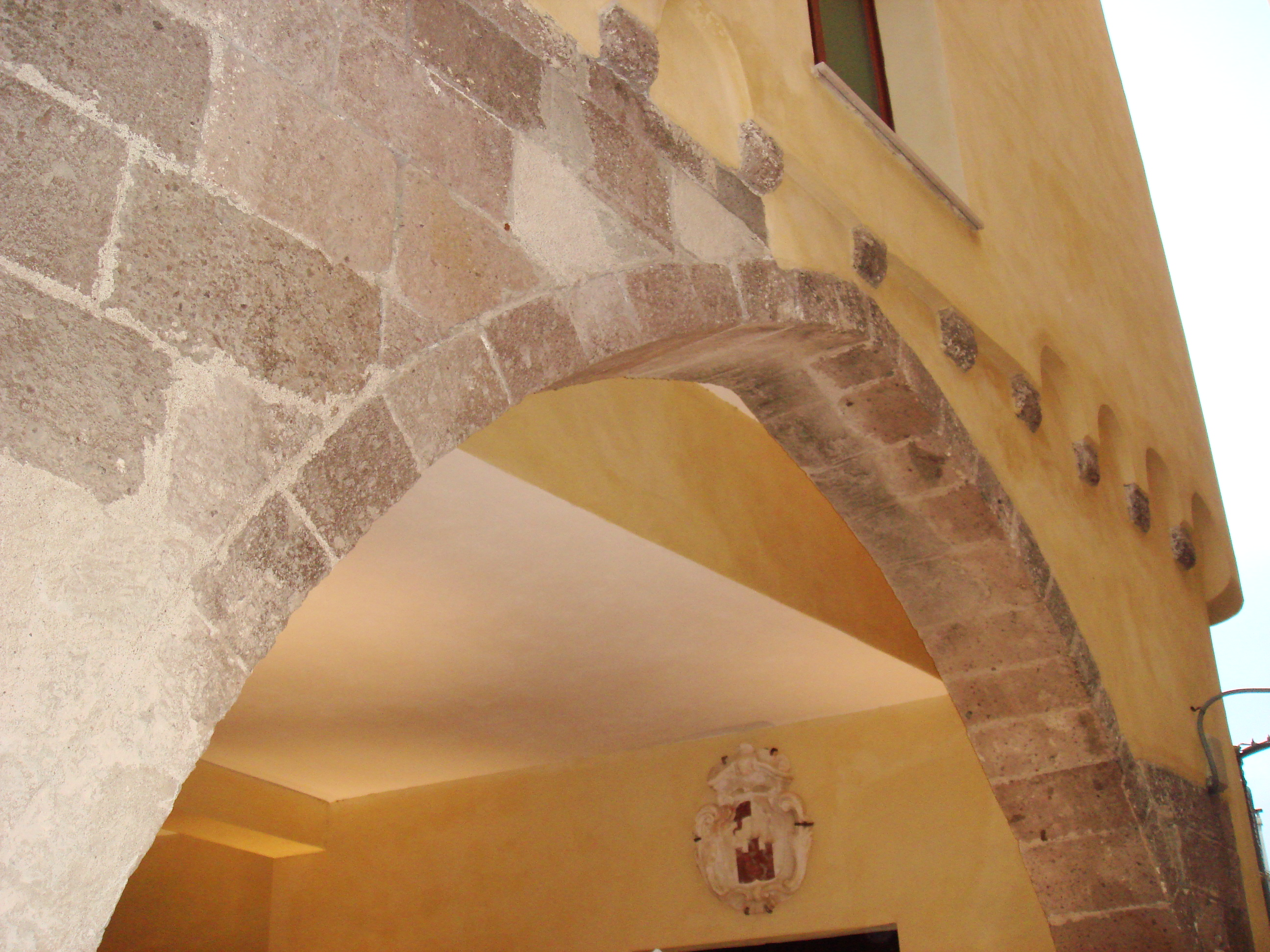
Details am Burginnern (Hauptgebäude)
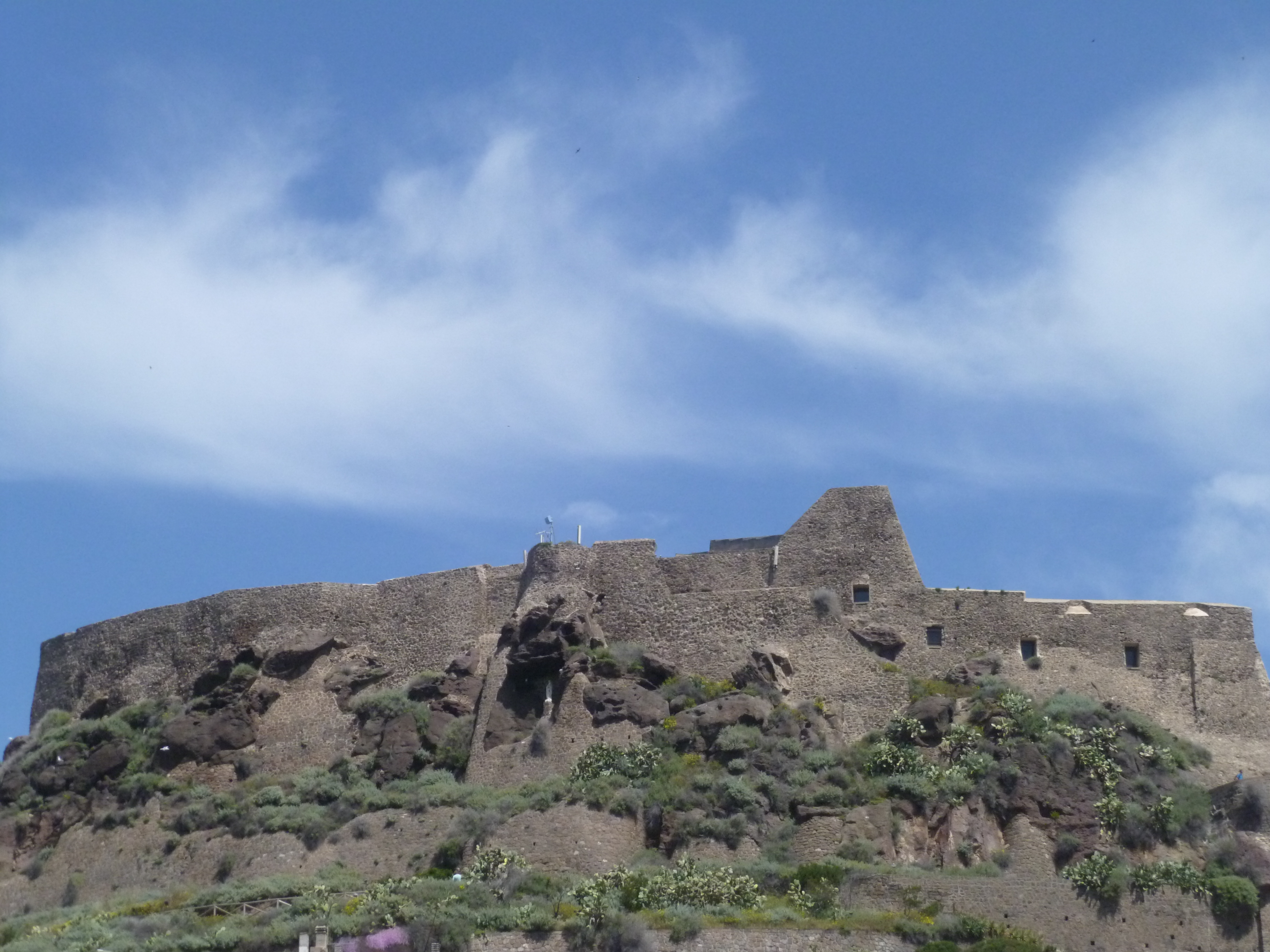
Der Mauerring nach Süden

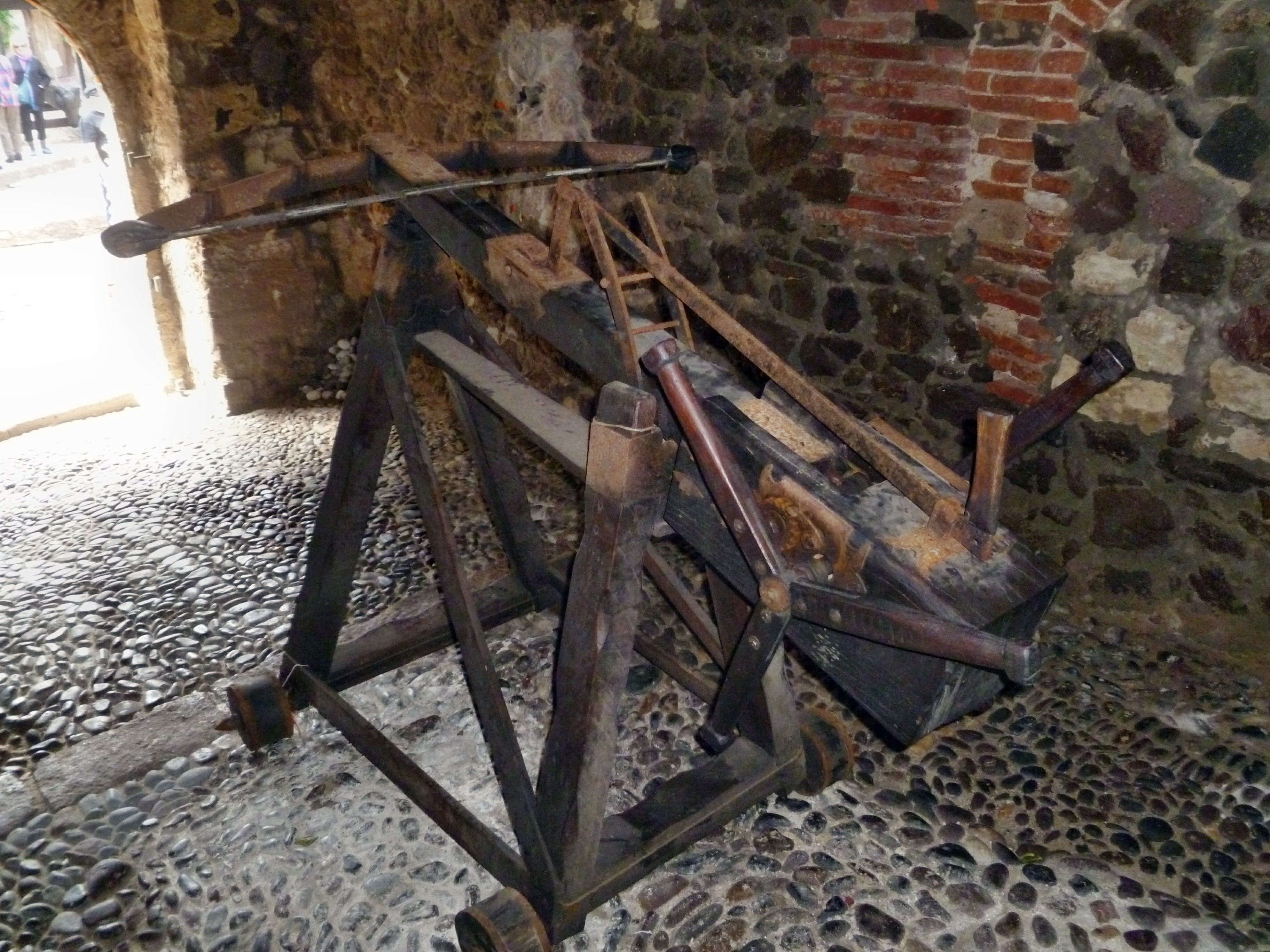
Armbrust
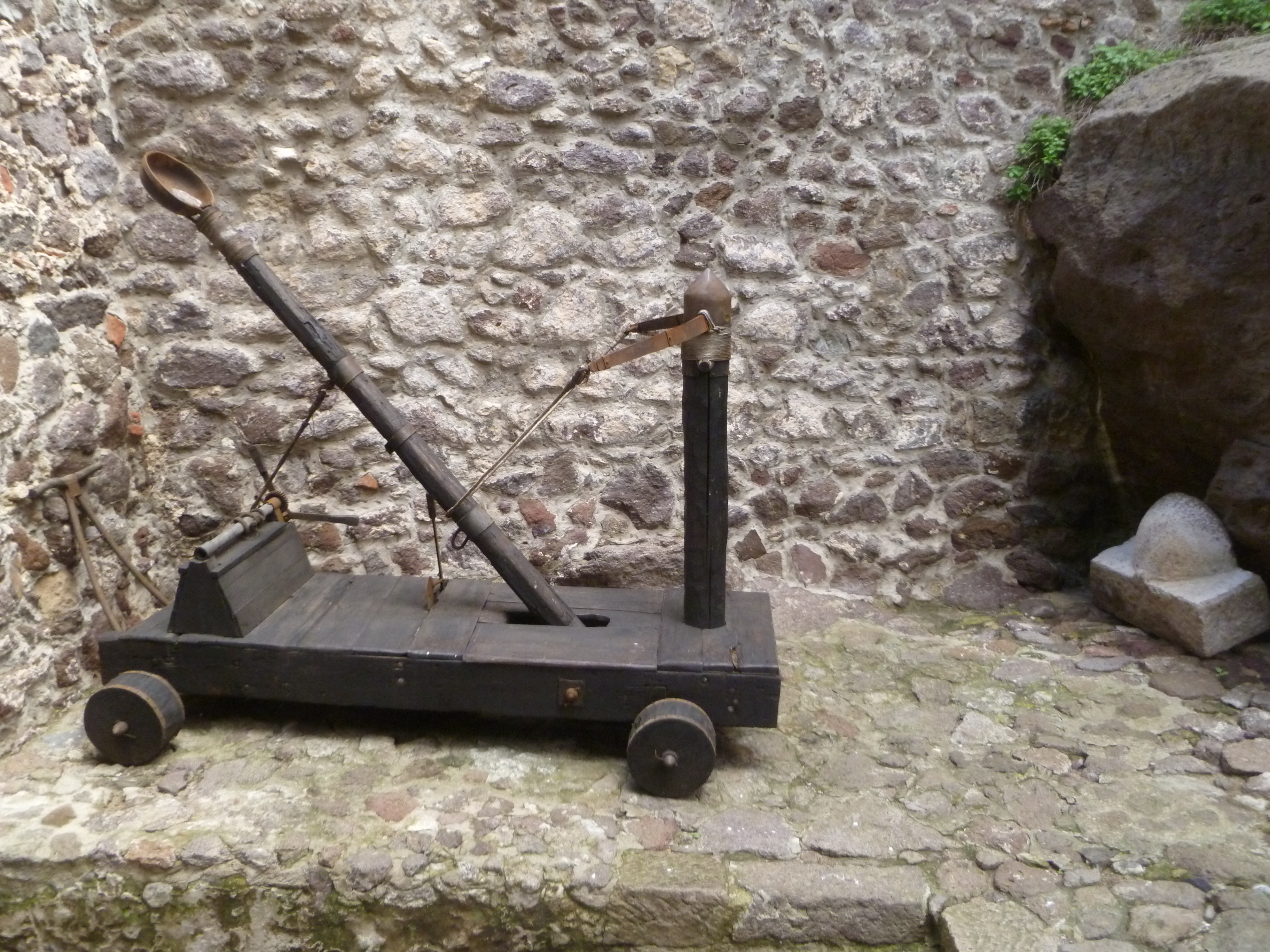
Onager
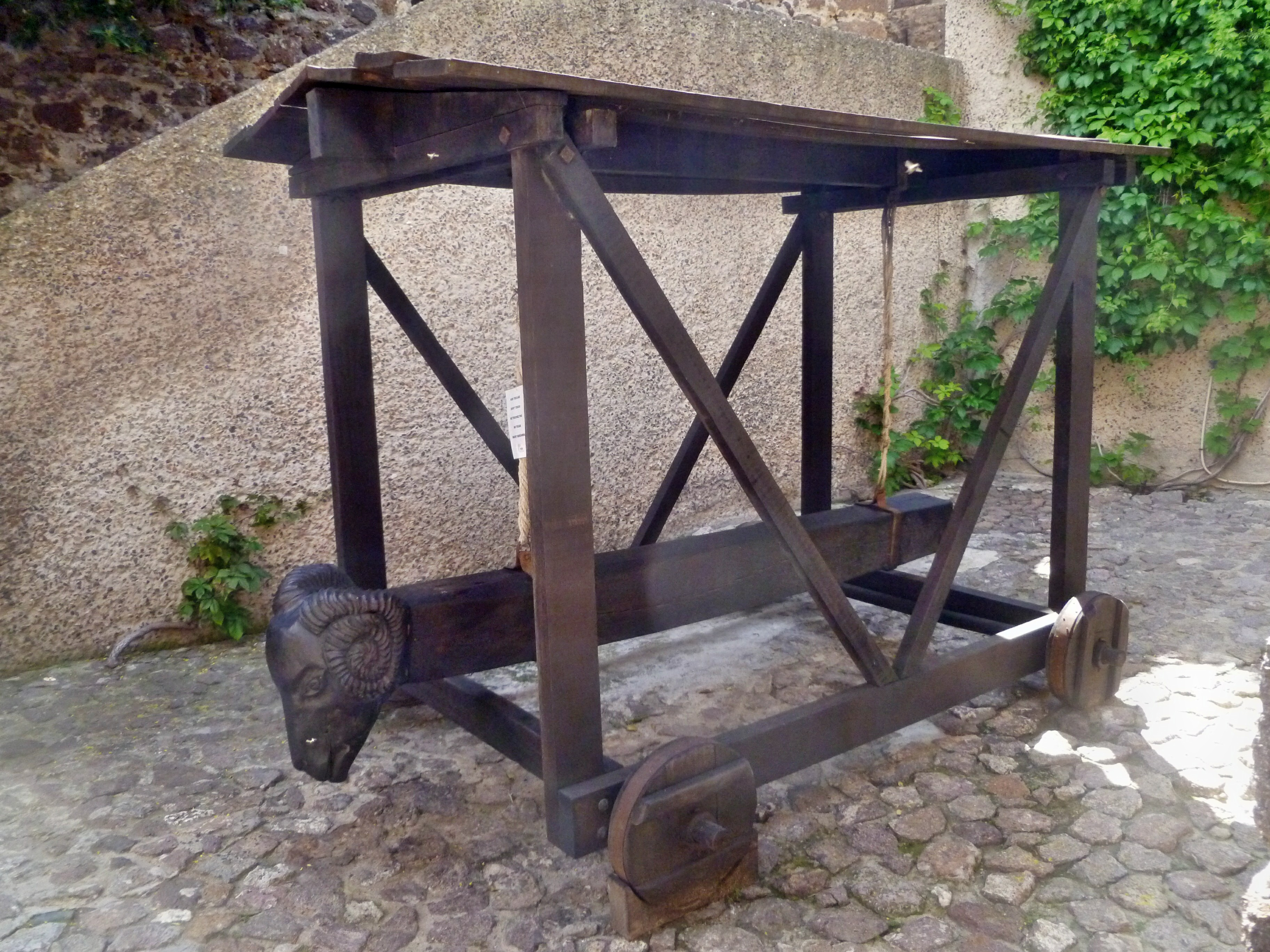
Rammbock
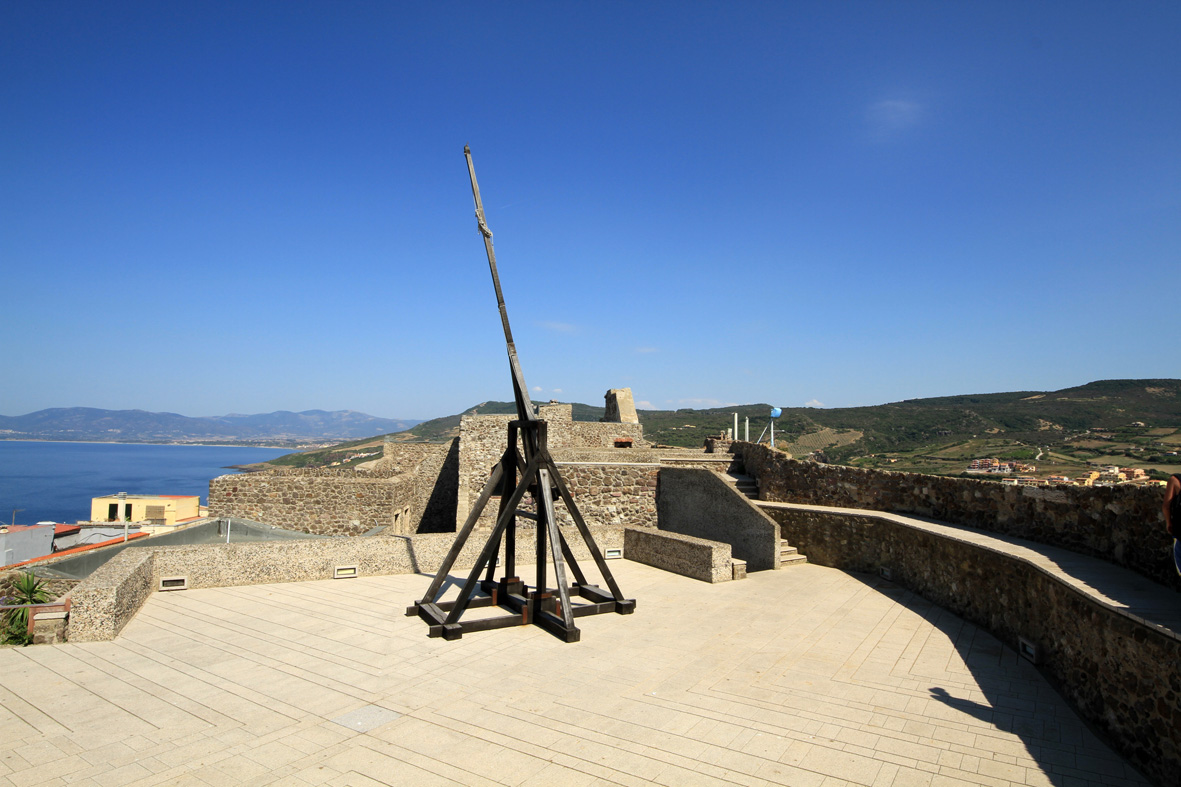
Kleines Trebuchet

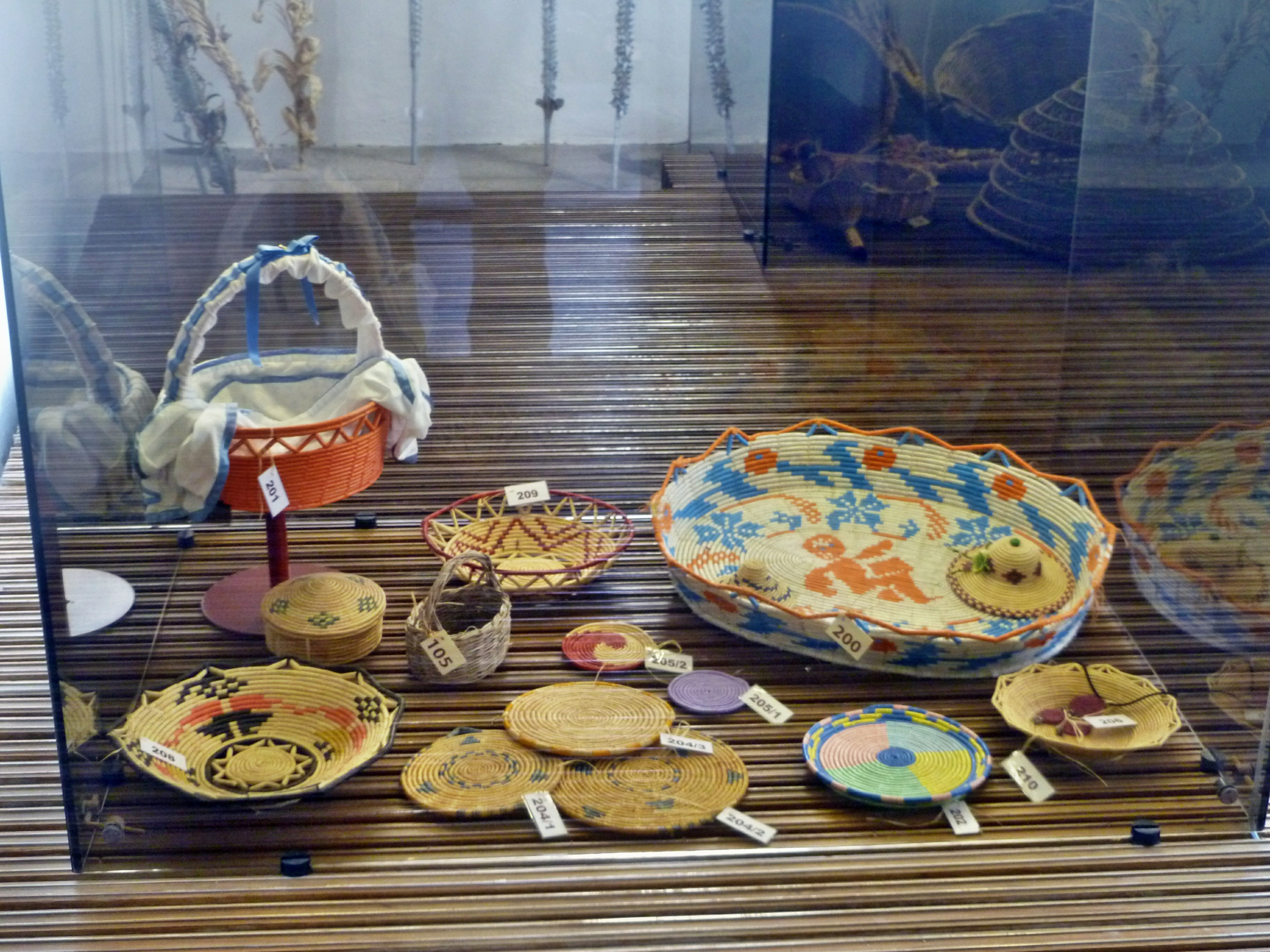
Zeugnisse sardischer Flechtkunst
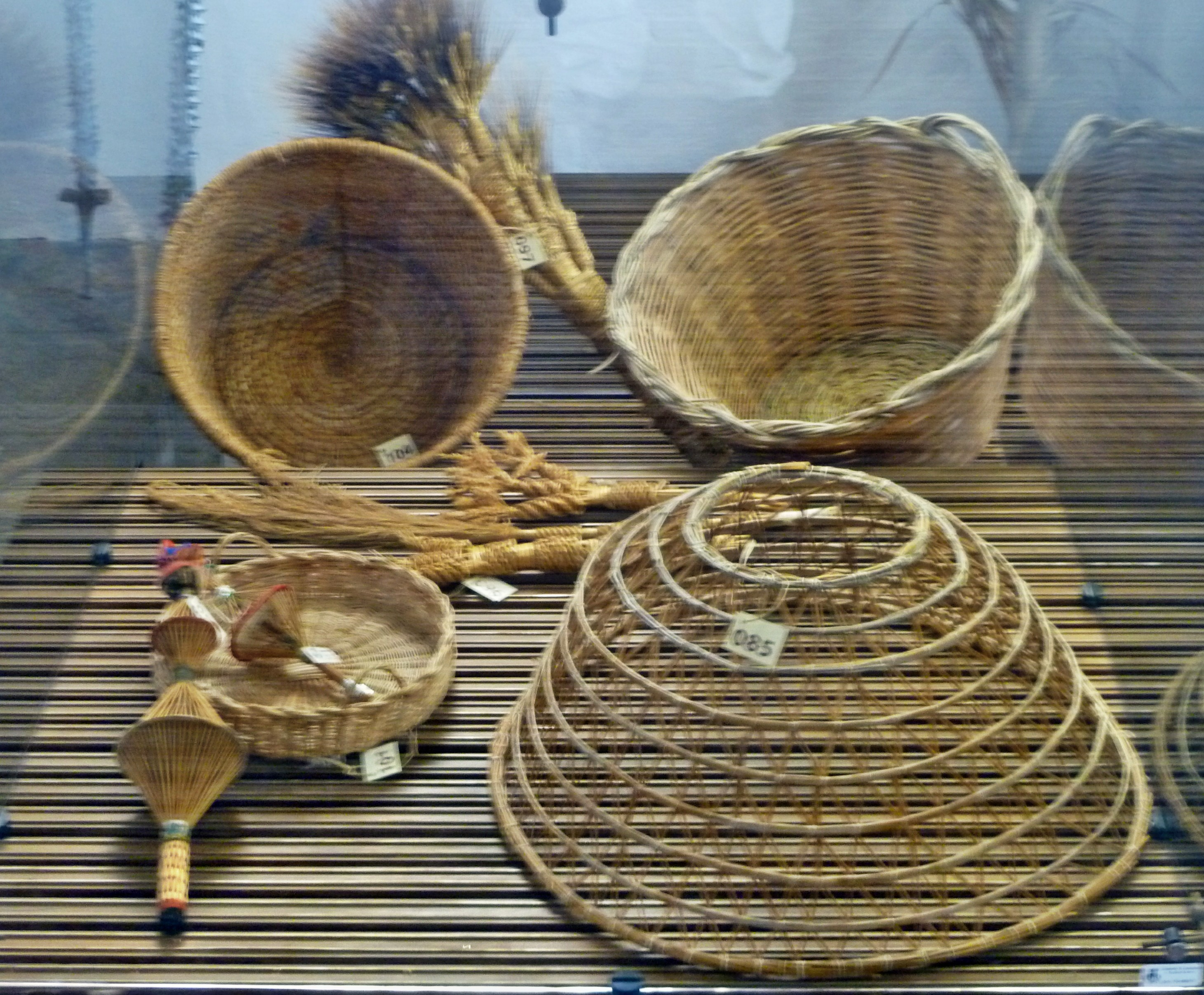
Geflochtene Behältnisse